# Odprto prvenstvo ZDA 2004
Odprto prvenstvo ZDA 2004 je teniški turnir za Grand Slam, ki je med 30. avgustom in 12. septembrom 2004 potekal v New Yorku.

## Moški posamično
Roger Federer :  Lleyton Hewitt, 6-0, 7-6(3), 6-0

## Ženske posamično
Svetlana Kuznecova :  Jelena Dementjeva, 6-3, 7-5

## Moške dvojice
Mark Knowles /  Daniel Nestor :  Leander Paes /  David Rikl, 6-3, 6-3

## Ženske  dvojice
Virginia Ruano Pascual /  Paola Suarez :  Svetlana Kuznecova /  Jelena Lihovceva, 6-4, 7-5

## Mešane dvojice
Vera Igorjevna Zvonarjova /  Bob Bryan :  Alicia Molik /  Todd Woodbridge, 6-3, 6-4